# Коллектор (фильм)
«Колле́ктор» — российский драматический фильм режиссёра и сценариста Алексея Красовского, премьера которого состоялась 9 июня 2016 года на кинофестивале «Кинотавр». Главную и единственную роль в картине исполнил Константин Хабенский.
В России фильм вышел на экраны 6 октября 2016 года. 16 апреля 2017 года состоялась телепремьера на канале «НТВ».

## Сюжет
Артур — банковский коллектор, работающий с крупными должниками. Настоящий профессионал, циничный и хладнокровный, блестящий психолог-практик. Артур занимается только очень крупными долгами, он один приносит фирме больше денег, чем все остальные сотрудники, вместе взятые. 
Однажды сам Артур неожиданно оказывается в позиции жертвы. В Интернете появляется видеозапись, в которой Артур выставлен в самом негативном свете. Это видео выложила в сеть некая женщина, желающая отомстить за своего мужа, который, по её словам, совершил самоубийство после того, как Артур «не оставил ему другого выхода». Поскольку история вызвала общественный резонанс, на улице коллектора поджидает толпа журналистов и просто неравнодушных граждан. Владелец агентства немедленно увольняет его с работы, друзья и коллеги почти мгновенно сворачивают все контакты. У Артура есть время до 6 утра, чтобы освободить кабинет. Перед ним встаёт непростой выбор — либо бежать, либо за одну ночь выяснить, что происходит и кто его подставил. Артур не умеет сдаваться, он полон решимости доказать свою невиновность. Всему миру — в том, что приписывает ему видеозапись, конкретно её автору — в смерти её мужа.
Ему блестяще удастся и то, и другое. Но беда в том, что звонящую Артуру несчастную женщину его невиновность просто не интересует…

## В ролях
| Актёр                      | Роль                                                           |
| -------------------------- | -------------------------------------------------------------- |
| Константин Хабенский       | Артур, коллектор                                               |
| Ксения Буравская (голос)   | Наталья Сергеевна, вдова                                       |
| Александр Тютин (голос)    | Роман Петрович, работодатель Артура                            |
| Валентина Лукащук (голос)  | Лиза, секретарша Артура                                        |
| Евгений Стычкин (голос)    | Лев, старый приятель Артура, руководитель агентства-конкурента |
| Игорь Золотовицкий (голос) | Курчатов, журналист радио «Эхо Москвы»                         |
| Дарья Мороз (голос)        | Ксения, подруга Артура                                         |
| Татьяна Лазарева (голос)   | Татьяна, владелица арт-салона                                  |
| Полина Агуреева (голос)    | Тамара, администратор ветеринарной клиники                     |
| Кирилл Плетнёв (голос)     | Евгений, охранник офисного комплекса                           |
| Никита Тюнин (голос)       | Сергей Витальевич Юрлов, должник                               |
| Марина Лисовец (голос)     | врач-гастроскопист                                             |

## Производство
Идею фильма придумал режиссёр Алексей Красовский: во время прохождения им гастроскопии делающему эту процедуру врачу пришлось отвлечься на телефонный звонок. Процедура гастроскопии весьма неприятна, и Красовскому пришла в голову идея, что это звонит его кредитор, чтобы таким образом продлить неприятные ощущения и вынудить отдать долг. Выйдя от врача, Красовский стал развивать историю персонажа, который виртуозно оказывает давление на других людей с целью вынудить их отдать долги. Придя домой, он за несколько дней написал сценарий фильма, который, впрочем, позже несколько раз переписывался.
Фильм обладает небольшим бюджетом (250 тыс. долларов); многих потенциальных инвесторов отпугнула скандальная тема работы коллектора. Настороженность вызывал фильм и у коллекторских агентств, к которым режиссёр обращался с просьбой рассказать о нюансах этого бизнеса. Но всё же после ознакомления со сценарием «Первое коллекторское бюро» оказало консультационную помощь съёмочной группе, а также предоставило 200 килограммов бумаг для реквизита. Персонаж Константина Хабенского является фактически единственным, который появляется в кадре; другие персонажи присутствуют в виде собеседников главного героя в телефонных разговорах или оставаясь за кадром, а также в виде мимолетных силуэтов. Сам актёр сказал, что сняться в фильме, в котором он был бы единственным актёром, было для него интересным творческим вызовом; кроме того, его заинтересовала история персонажа, оказавшегося в критической жизненной ситуации, в которой происходит переоценка ценностей. Из-за небольшого бюджета и плотного графика Хабенского была всего одна репетиция, а сам фильм был отснят за семь двенадцатичасовых ночных смен — с семи вечера до семи утра.
Кроме Хабенского, на съёмочной площадке была только актриса Ксения Буравская, которая сыграла всех остальных персонажей, кроме охранника — несмотря на то, что они не появляются в кадре, эта работа актрисы была нужна для того, чтобы помочь съёмочной группе и главному герою в ходе съёмок представить образ остальных персонажей. Остальные актёры на съёмочной площадке не появлялись, а озвучили свои роли уже в студии. Кроме того, в титрах фильма было указано около двух десятков человек массовки — они были приглашены через «Фейсбук» с задачей постоять под окнами помещения, в котором происходит действие фильма, и «поненавидеть Хабенского»; в кадр эти люди попали общим планом сверху буквально на пару мгновений.

## Отзывы и оценки
Фильм заслужил одобрение подавляющего большинства российских кинокритиков. По данным агрегаторов «Критиканство» и Megacritic, на него не было опубликовано ни одной отрицательной рецензии, большинство были хвалебными. О «Коллекторе» писали: «Фильм, где следишь не за событиями на экране, а за событиями в душе человека — самое трудное и наиболее ценное в любом искусстве» («Российская газета»), «Создатели „Коллектора“ сумели избегнуть стереотипов и пробудить к герою простой человеческий интерес, поддерживаемый кинематографическим саспенсом» («КоммерсантЪ»), «На то Хабенский и звезда нашего кино, что он может более часа удерживать зрителей своей харизмой и своим голосом» (Film.ru), «Блестящий моноспектакль с одним из лучших российских актёров современности» (The Hollywood Reporter).

## Награды и номинации
| Год  | Награда                                                                  | Категория | Результат |
| ---- | ------------------------------------------------------------------------ | --- | --------- |
| 2016 | Приз кинофестиваля «Кинотавр» в Сочи                                     | «Лучшая мужская роль» (Константин Хабенский) «Лучшая операторская работа» (Денис Фирстов)                           | Победа    |
| 2016 | Приз кинофестиваля в Карловых Варах                                      | Специальный приз «Fedeora» Федерации кинокритиков Европы и Средиземноморья                                          | Победа    |
| 2016 | Приз XIV Международного кинофестиваля «Меридианы Тихого» во Владивостоке | «Приз зрительских симпатий за лучший российский фильм» (приз сети кинотеатров «Иллюзион» + диплом)                  | Победа    |
| 2017 | Кинопремия «Золотой орёл»                                                | Лучший игровой фильм                                                                                                | Номинация |
| 2017 | Кинопремия «Золотой орёл»                                                | Лучший сценарий (Алексей Красовский)                                                                                | Номинация |
| 2017 | Кинопремия «Ника»                                                        | «Открытие года» (Алексей Красовский)                                                                                | Победа    |
| 2017 | Кинопремия «Ника»                                                        | Лучший игровой фильм                                                                                                | Номинация |
| 2017 | Кинопремия «Ника»                                                        | Лучший сценарий (Алексей Красовский)                                                                                | Номинация |
| 2017 | Кинопремия «Ника»                                                        | Лучшая мужская роль (Константин Хабенский)                                                                          | Номинация |
| 2017 | Кинопремия «Ника»                                                        | Лучшая работа звукорежиссёра (Нелли Иванова)                                                                        | Номинация |
| 2017 | XXV кинофестиваля «Виват кино России!» в Санкт-Петербурге                | Приз прессы | Победа    |
| 2017 | XXV кинофестиваля «Виват кино России!» в Санкт-Петербурге                | Специальный диплом жюри «За дерзость замысла и точность его воплощения» (Алексей Красовский)                        | Победа    |
| 2017 | Приз Пражского Фестиваля Независимого Кино                               | Лучшая режиссура (Алексей Красовский), Лучшая мужская роль (Константин Хабенский), приз жюри имени Густава Майринка | Победа    |